# William Lee (inventor)
William Lee (1563 – 1614) va ser un clergue anglès i inventor, que va idear la primera màquina de teixir mitges l'any 1589, l'únic tipus emprat durant segles. El seu principi de funcionament continua en ús.
Lee va néixer al poble de Calverton, Nottinghamshire. Va entrar al Christ's College de Cambridge el 1579 com a sizar (estudiant no graduat que fa feines a canvi d'allotjament o vitualla) i es va graduar al St. John's College el 1582. McNeil assenyala que no hi ha proves que Lee fos un clergue. Hills també dubta de gran part del que s'explica sobre la vida i la història de Lee, però no hi ha cap dubte que ell va inventar la tricotosa de mitges el 1589.

## Màquina de teixir amb bastidor
Lee era un comissari de Calverton quan es diu que va desenvolupar la màquina perquè una dona a la qual cortejava mostrava més interès en teixir que en tenir relacions amb ell (o, alternativament, que la seva dona era una teixidora molt lenta). La seva primera màquina era capaç de fabricar una llana gruixuda, per a mitges.
Quan la reina Isabel I li va rebutjar una patent del primer marc de mitges, va construir una màquina millorada que va augmentant el nombre d'agulles per polzada de 8 a 20, que podia fabricar una seda de textura més fina, però la reina li va tornar a negar la patent per la seva preocupació per la seguretat laboral dels nombrosos teixidors manuals del seu regne, ja que el mitjà de vida d'aquests podria veure's amenaçat per aquesta mecanització. La reina va dir a Lee:
"Apunteu alt, mestre Lee. Considereu què pot fer l'invent als meus pobres súbdits. Segurament els portaria la ruïna privant-los de feina, convertint-los així en captaires."
El més probable és que la preocupació de la reina fos una manifestació de la por dels gremis de fabricants de mitges als que la invenció deixaria obsoletes les habilitats dels seus membres artesans.
Va signar un acord de col·laboració amb un tal George Brooke el 6 de juny de 1600, però el desafortunat Brooke va ser arrestat acusat de traïció i executat el 1603. Finalment, es va traslladar a França amb el seu germà James, agafant 9 treballadors i 9 marcs de mitges. Va trobar un millor suport de l'hugonot Enric IV de França, que li va concedir una patent. Lee va començar a fabricar mitges a Rouen, França, i va prosperar fins que, poc abans de l'assassinat d'Enric el 1610, va signar un contracte amb Pierre de Caux per proporcionar màquines de teixir per a la fabricació de mitges de seda i llana. Però el clima va canviar bruscament amb la mort del rei i, malgrat traslladar-se a París, les seves reclamacions van ser ignorades i va morir d'angoixa el 1614.
Després de la mort de Lee, el seu germà James va tornar a Anglaterra i va disposar de la majoria de les tricotoses a Londres abans de traslladar-se a Thoroton, prop de Nottingham, on l'aprenent de Lee, John Aston (o Ashton), un moliner, havia continuat treballant en el disseny de la tricotosa de mitges i va introduir-hi una sèrie. de millores. Això va portar a l'establiment de dos centres de teixir, un a Londres i un altre a Nottingham. Durant el segle xviii, Leicester va competir amb Nottingham pel lideratge de la indústria a les East Midlands angleses.
Tot i que la indústria va trigar gairebé un segle a desenvolupar-se en llana, seda i puntes, la maquinària que va desenvolupar va romandre l'eix vertebrador durant molt més temps i això es reflecteix en la seva aparició a l'escut de The Worshipful Company of Framework Knitters .
El Quatercentenari de la invenció es va celebrar l'any 1989 amb la publicació d'un llibre d'estudis històrics.